# Gregarismo

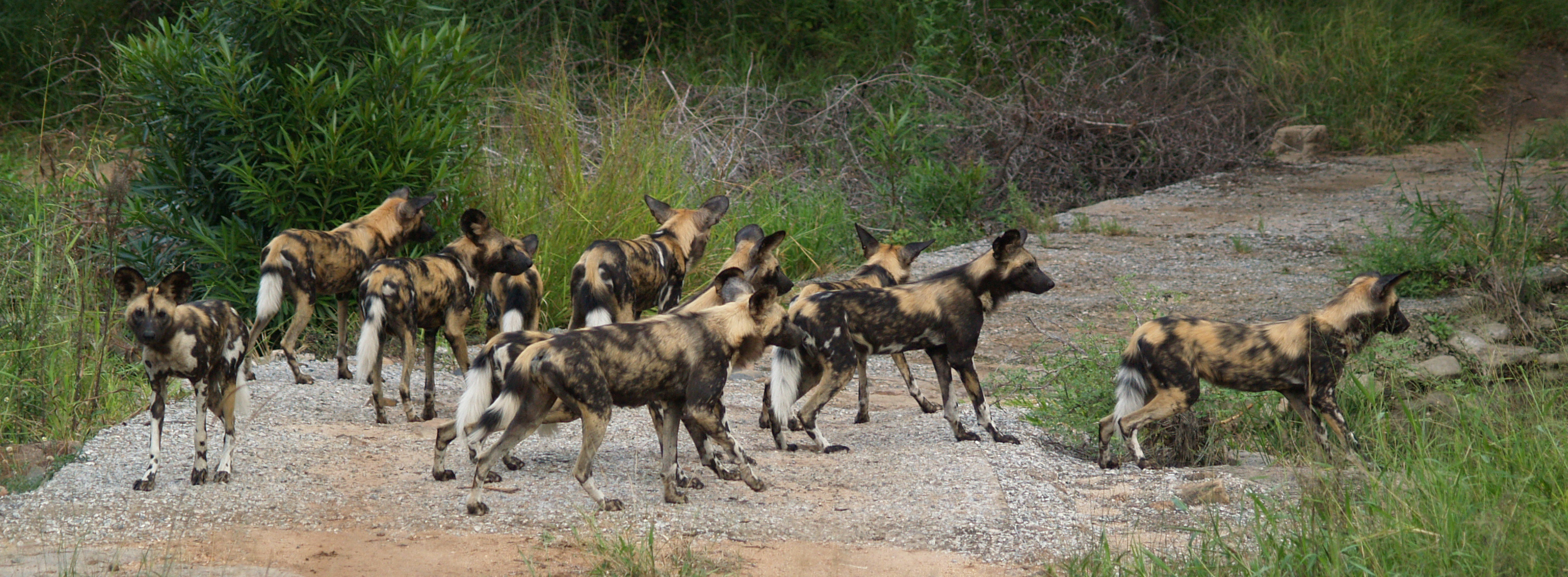
Uma matilha de mabecos.

O gregarismo é uma estratégia protetora observada em diversos grupos de animais, que se agrupam em populações mais ou menos estruturadas, permanentes ou temporárias, visando a proteção dos indivíduos que a compõem. É distinta de uma multidão, na medida em que esta última é um agrupamento espontâneo e esporádico que se produz devido ao efeito de estímulos ambientais.

## Exemplos

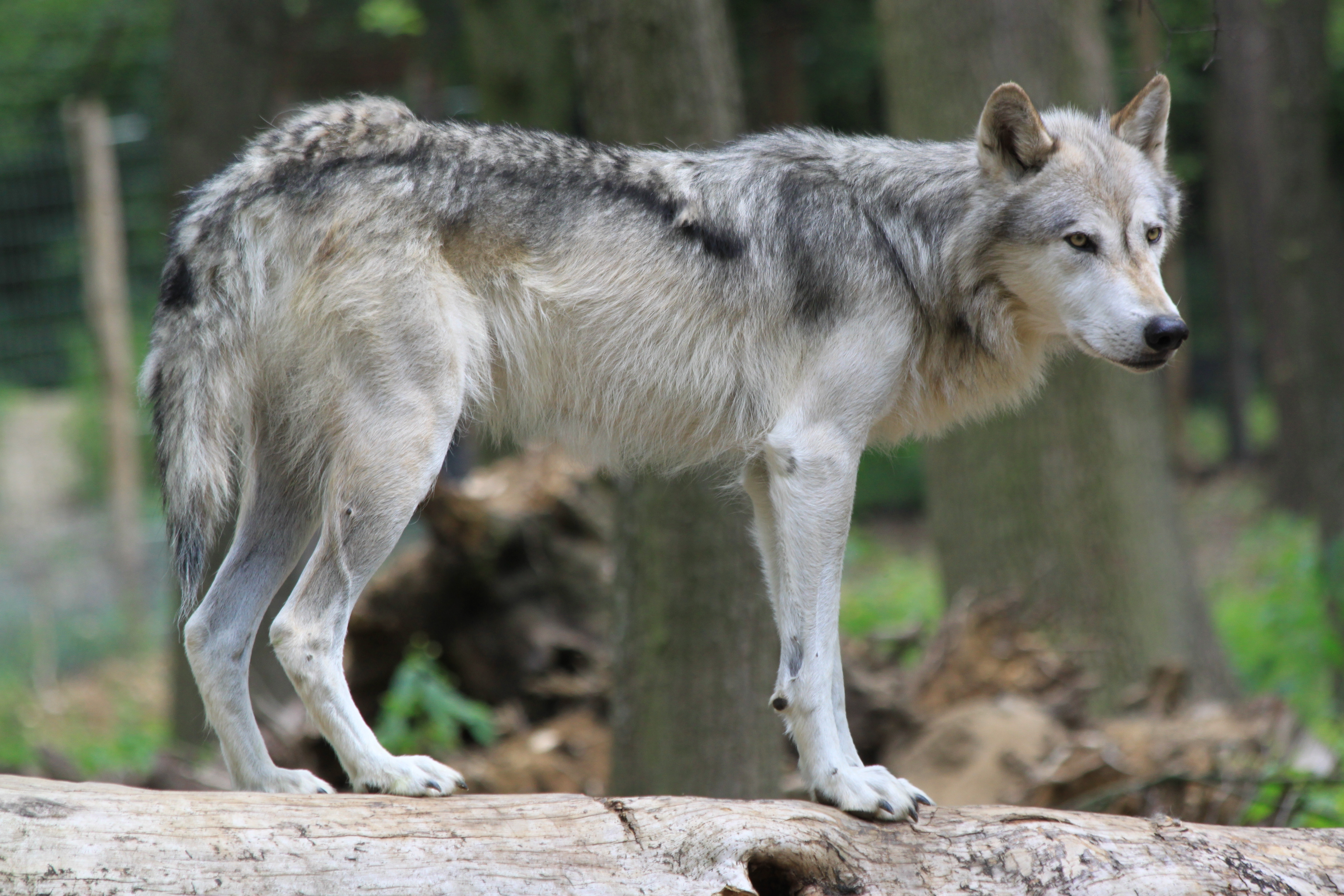
Lobos
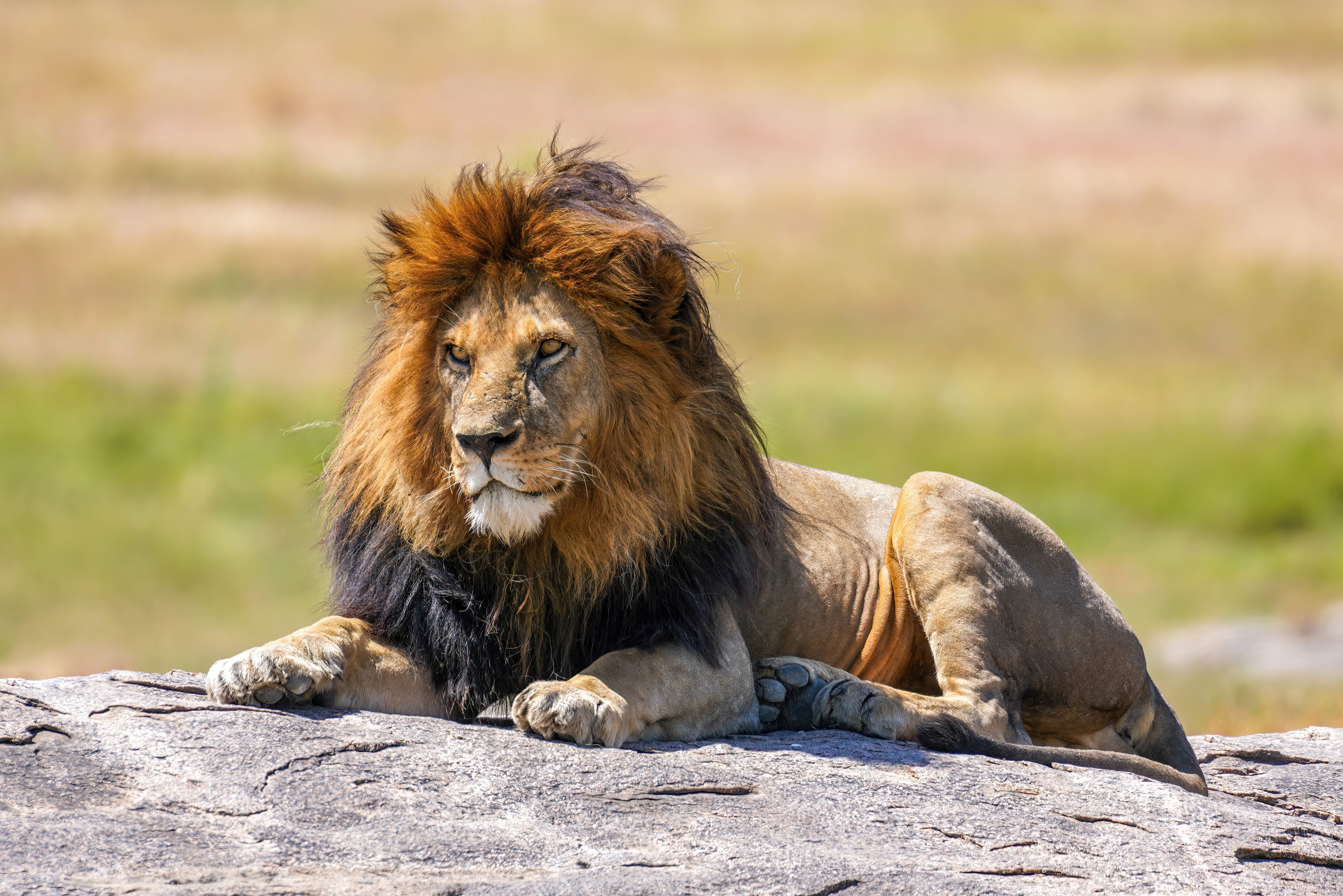
leões
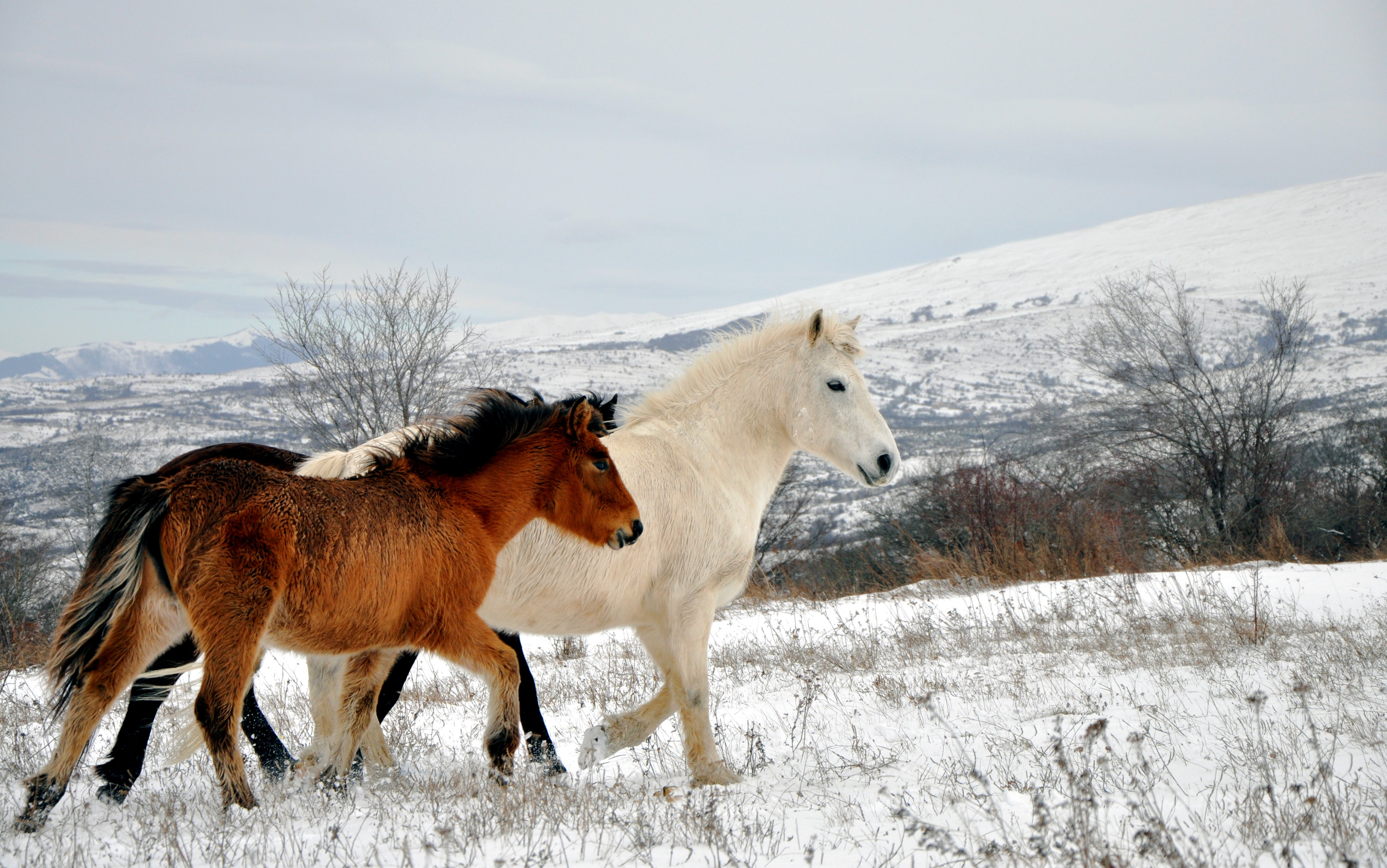
Cavalos
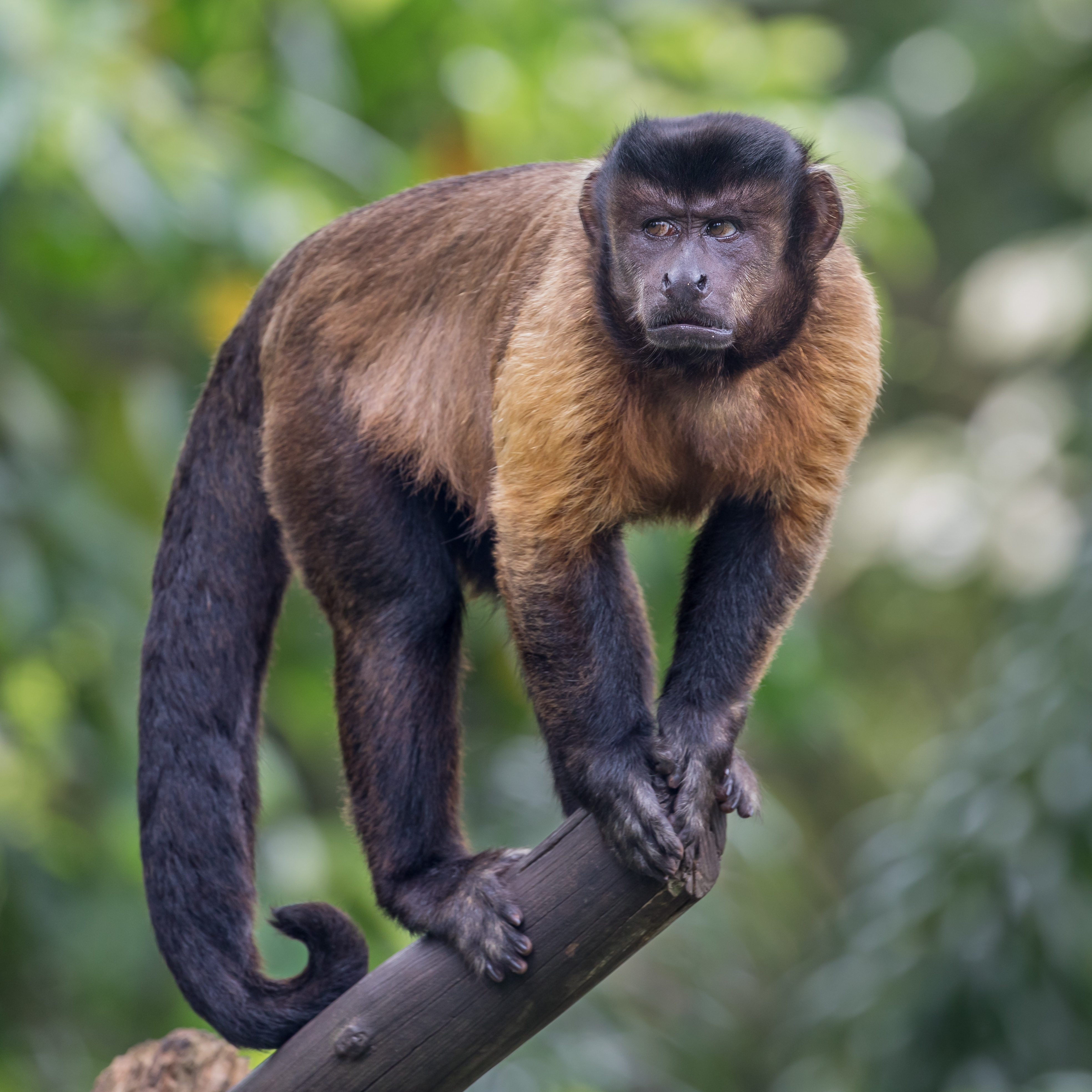
macacos
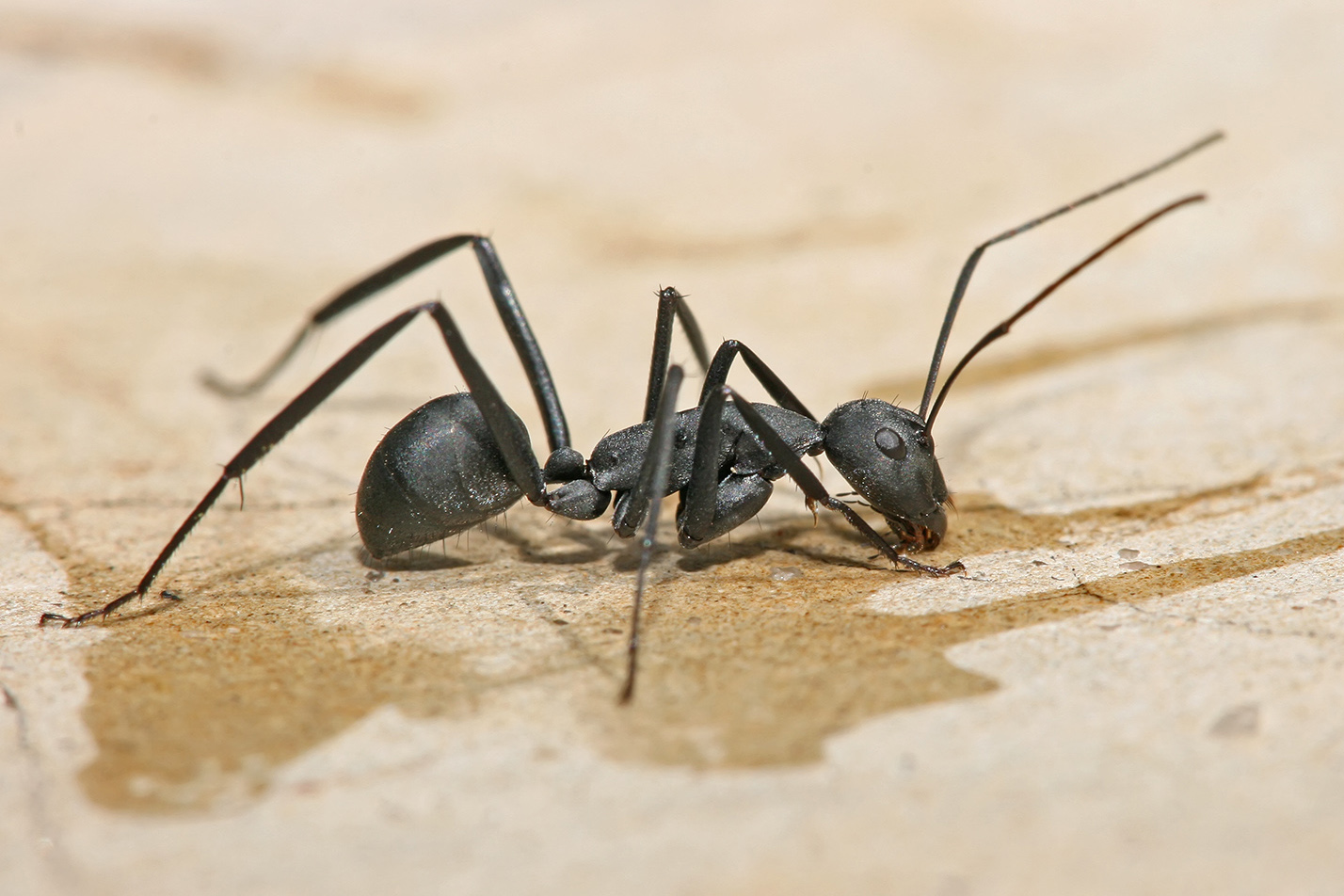
formigas
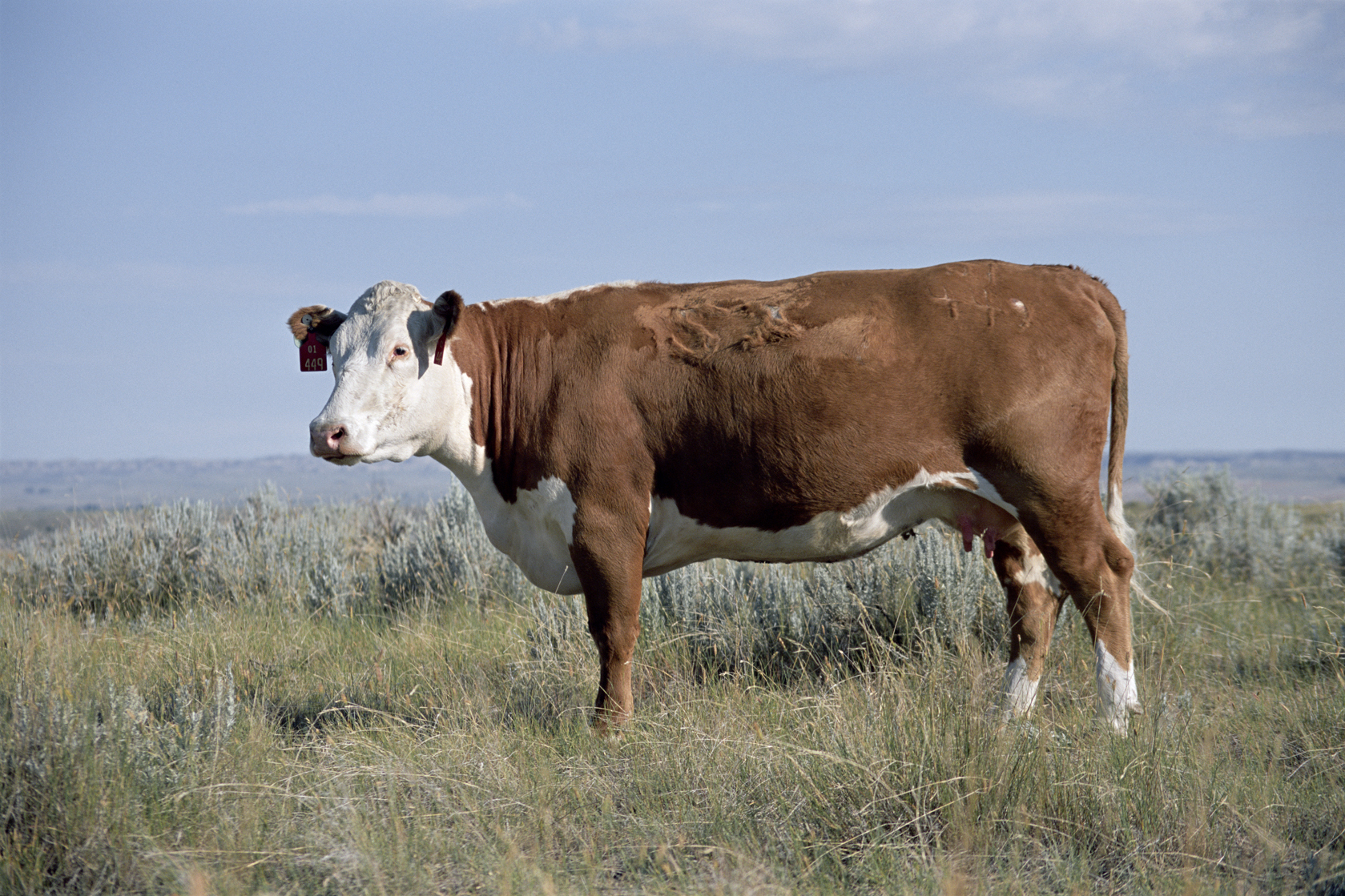
Bovídeos
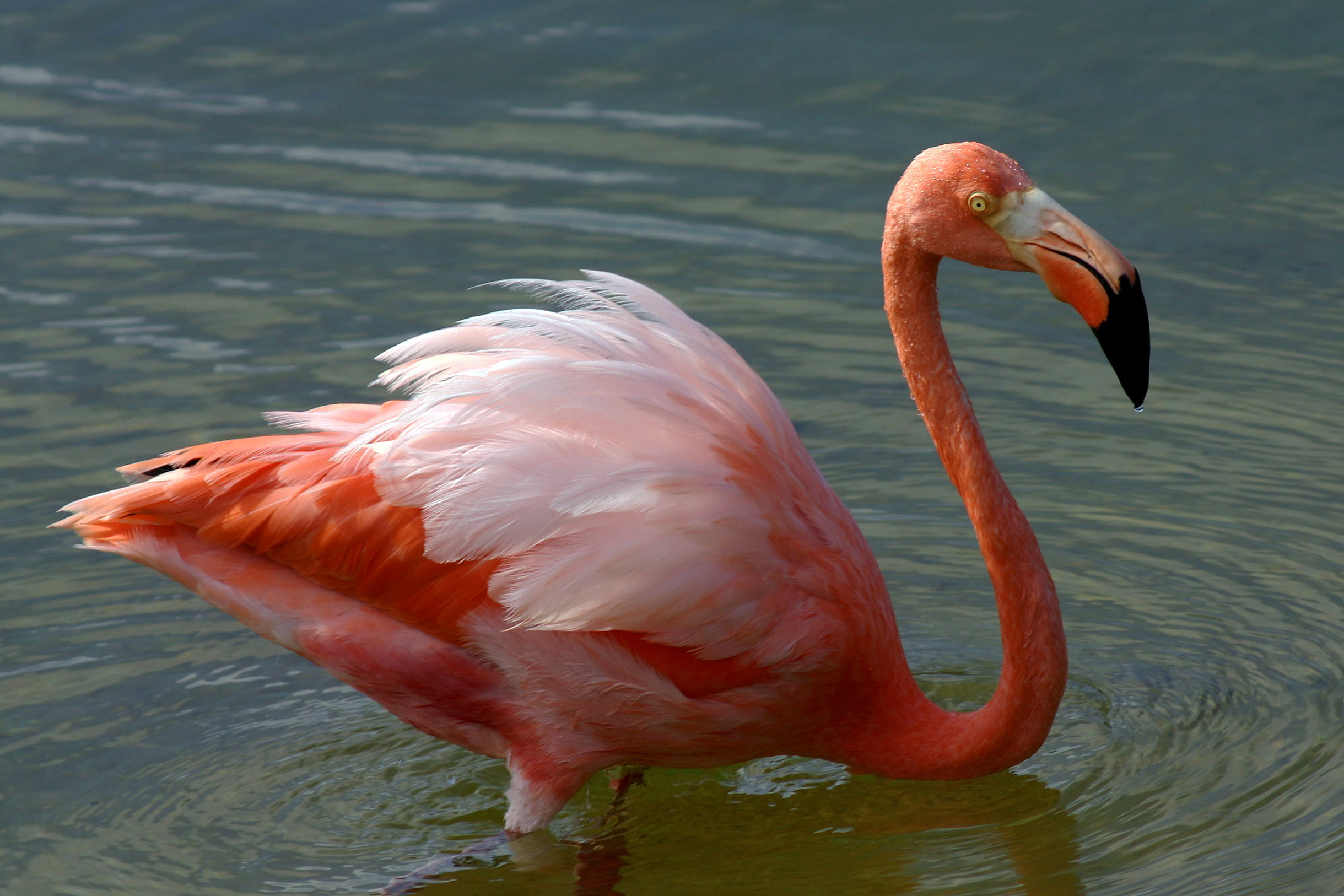
Flamingos
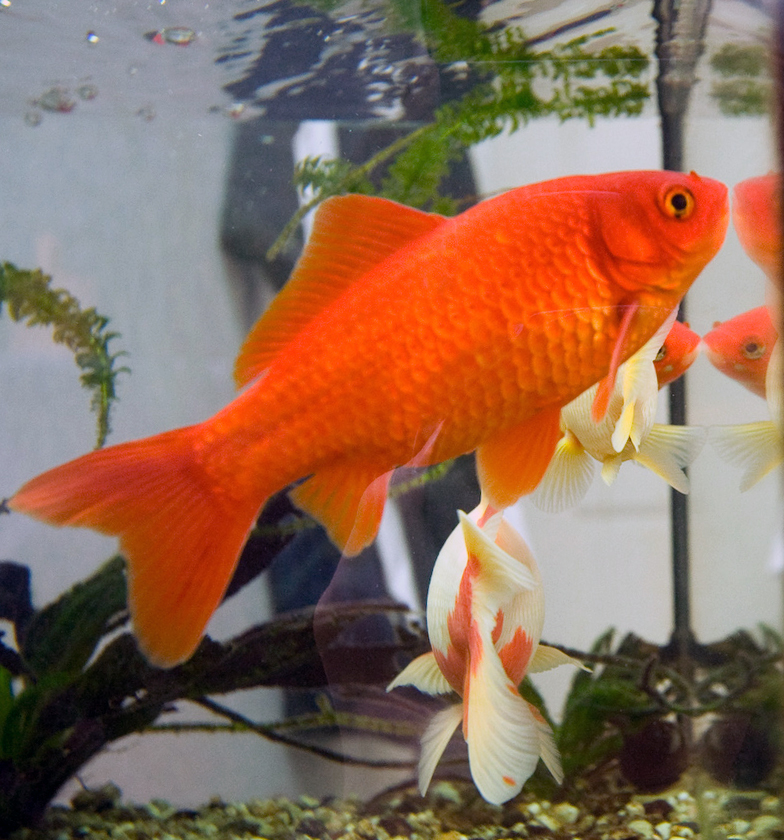
peixes
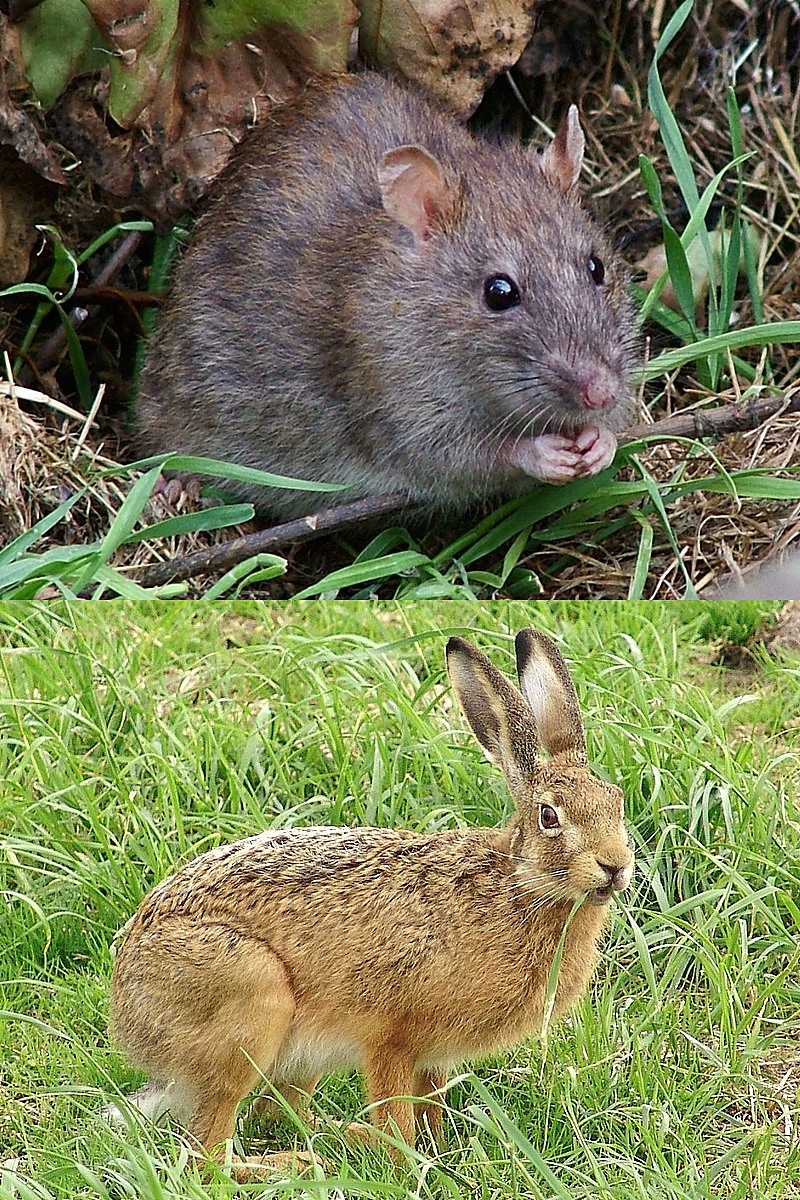
roedores
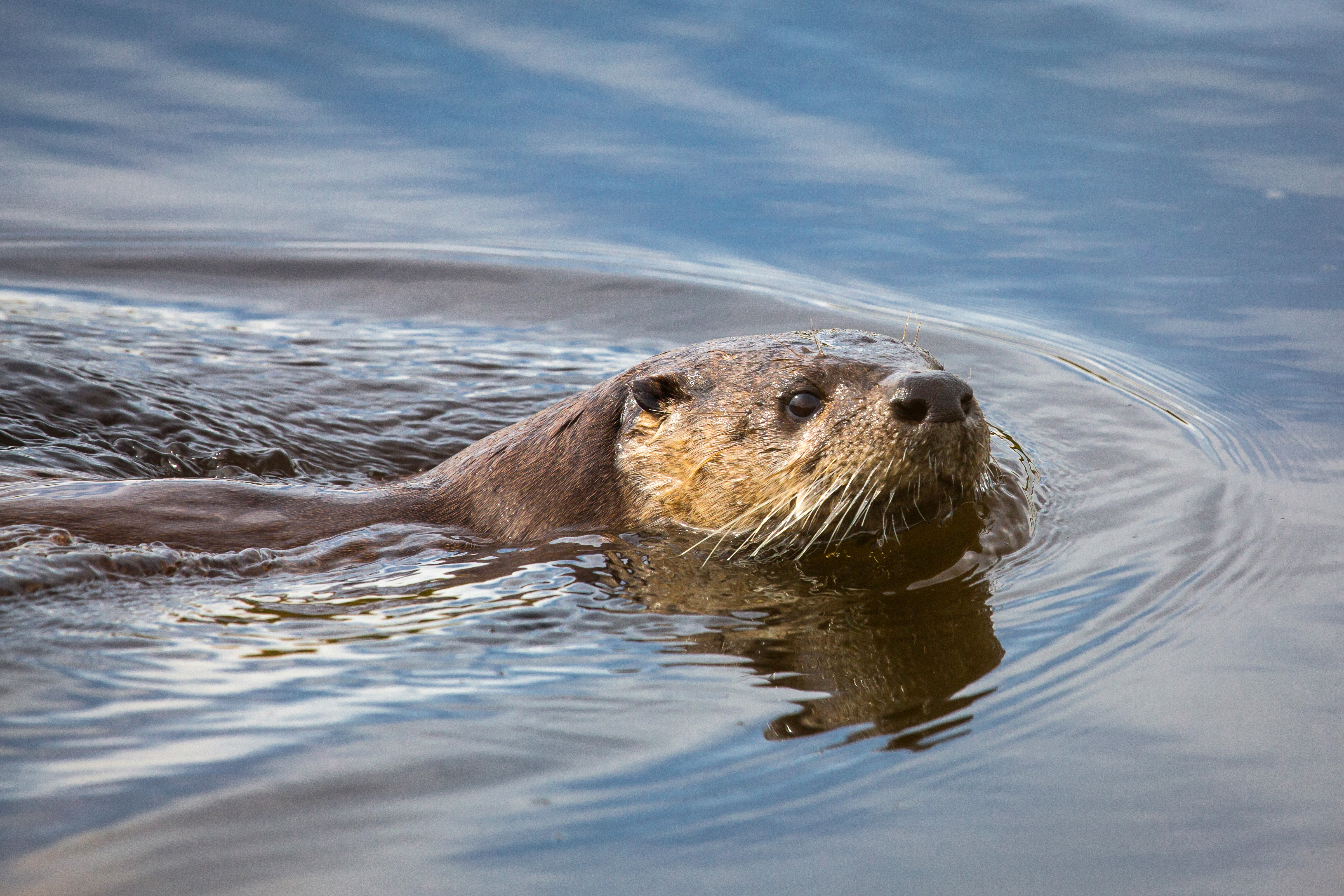
lontras
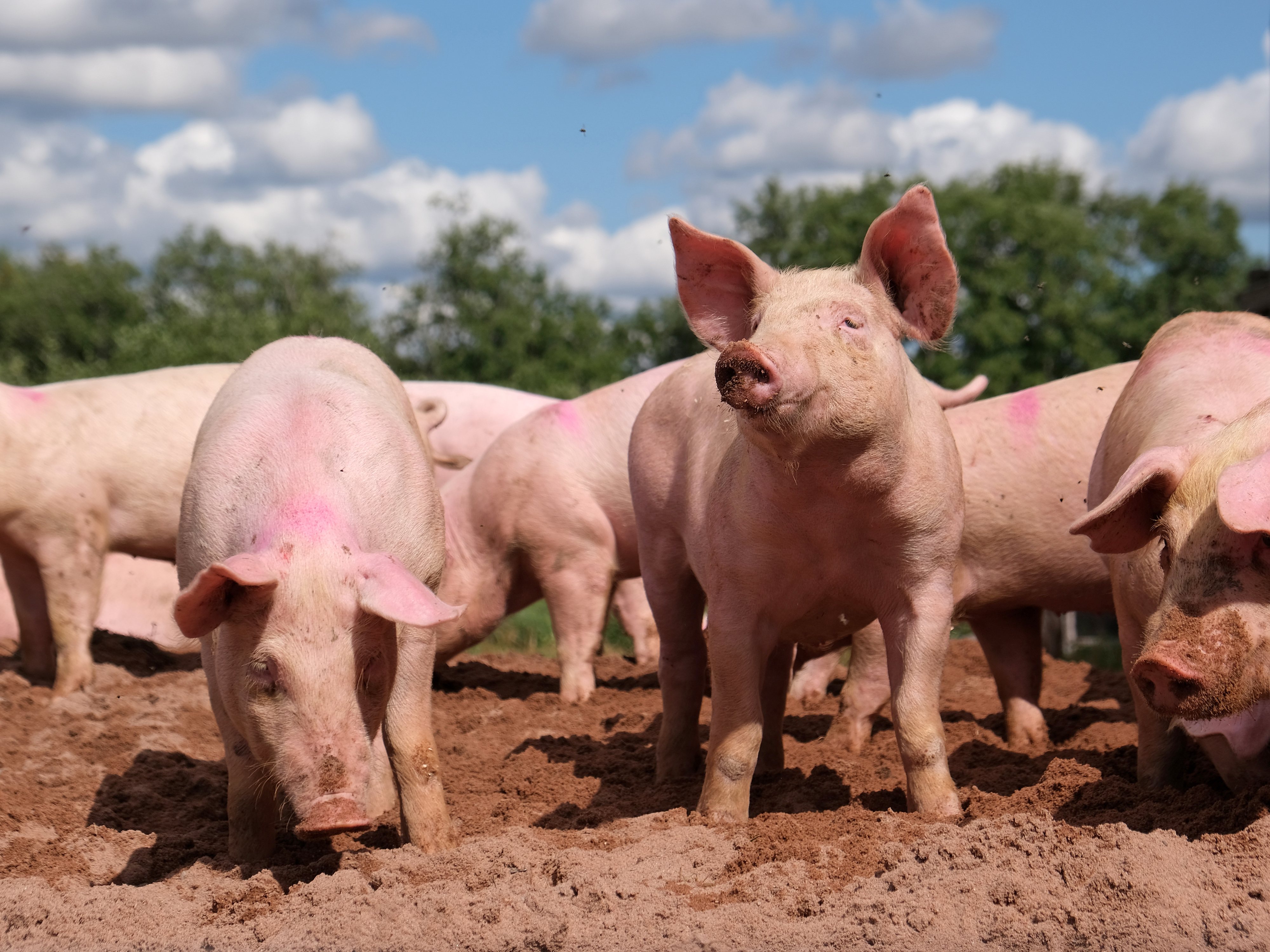
porcos
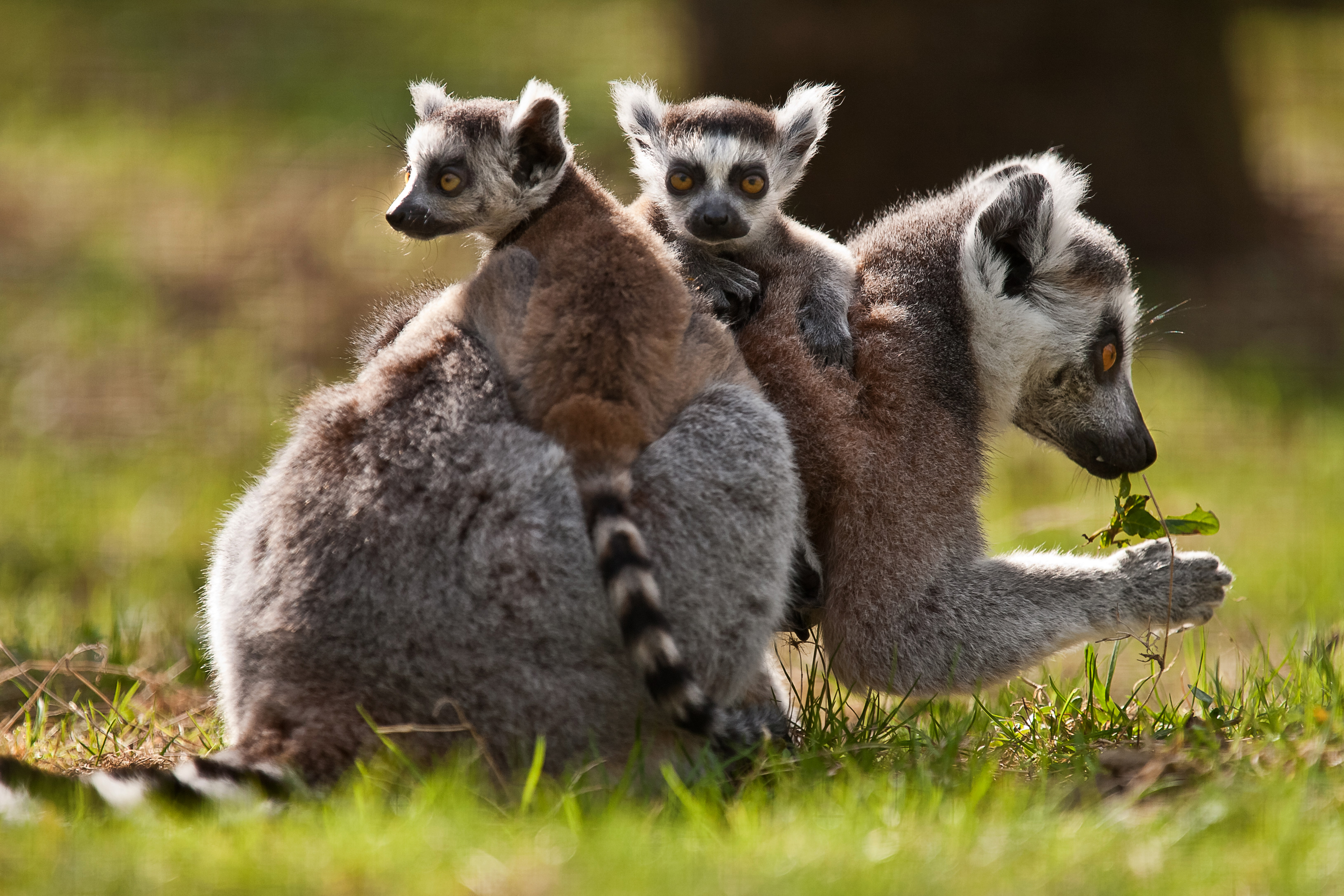
lemures
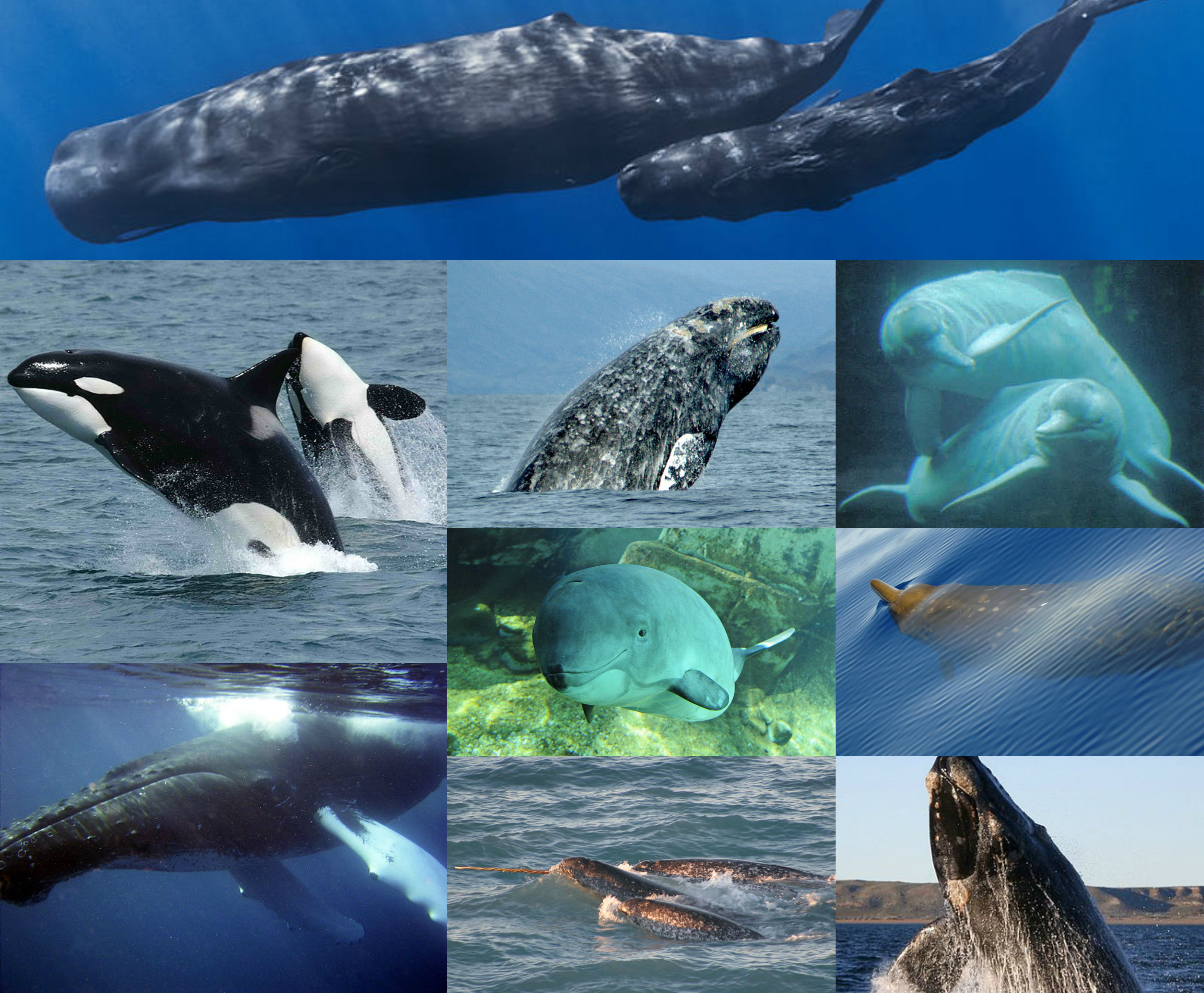
Cetáceos
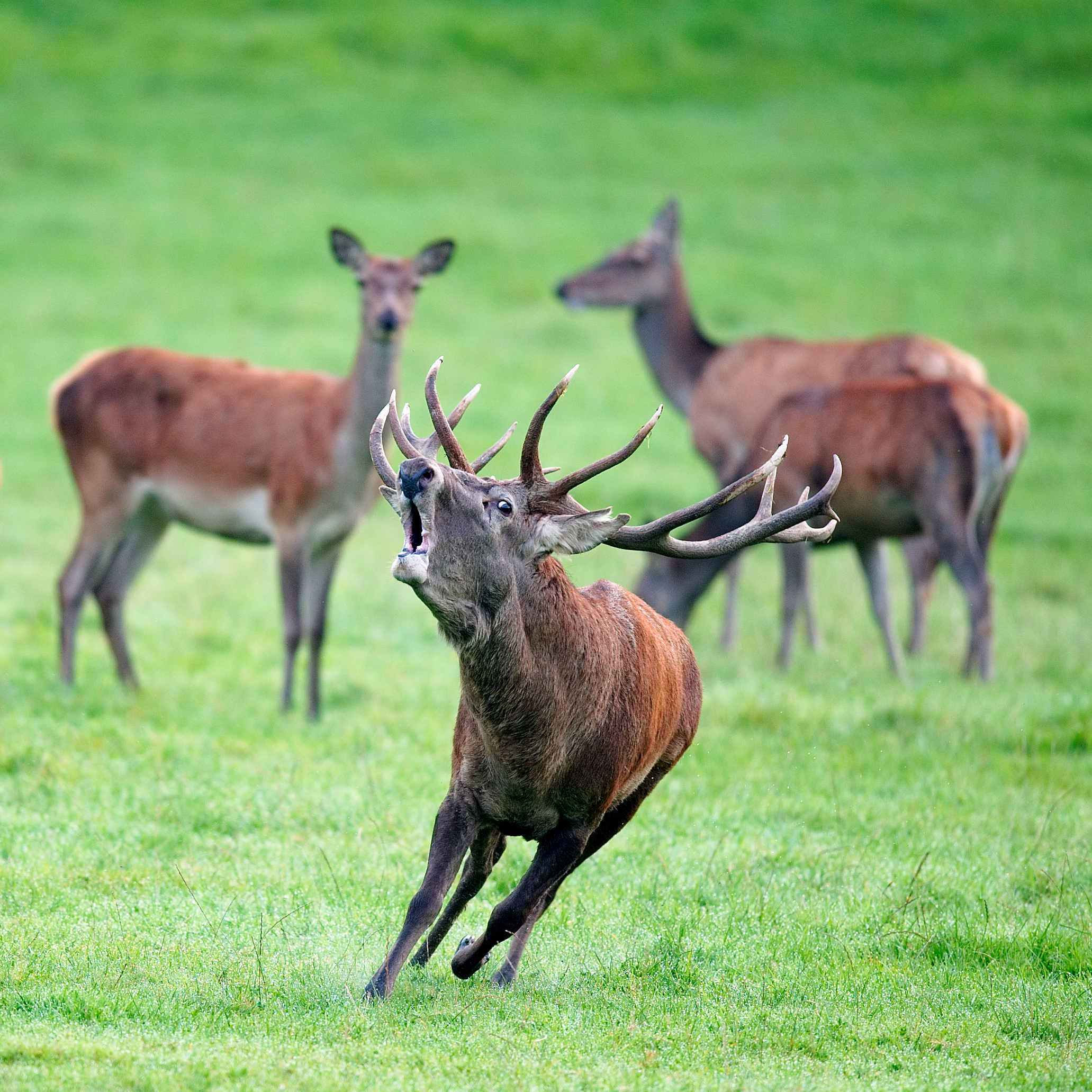
Cervos
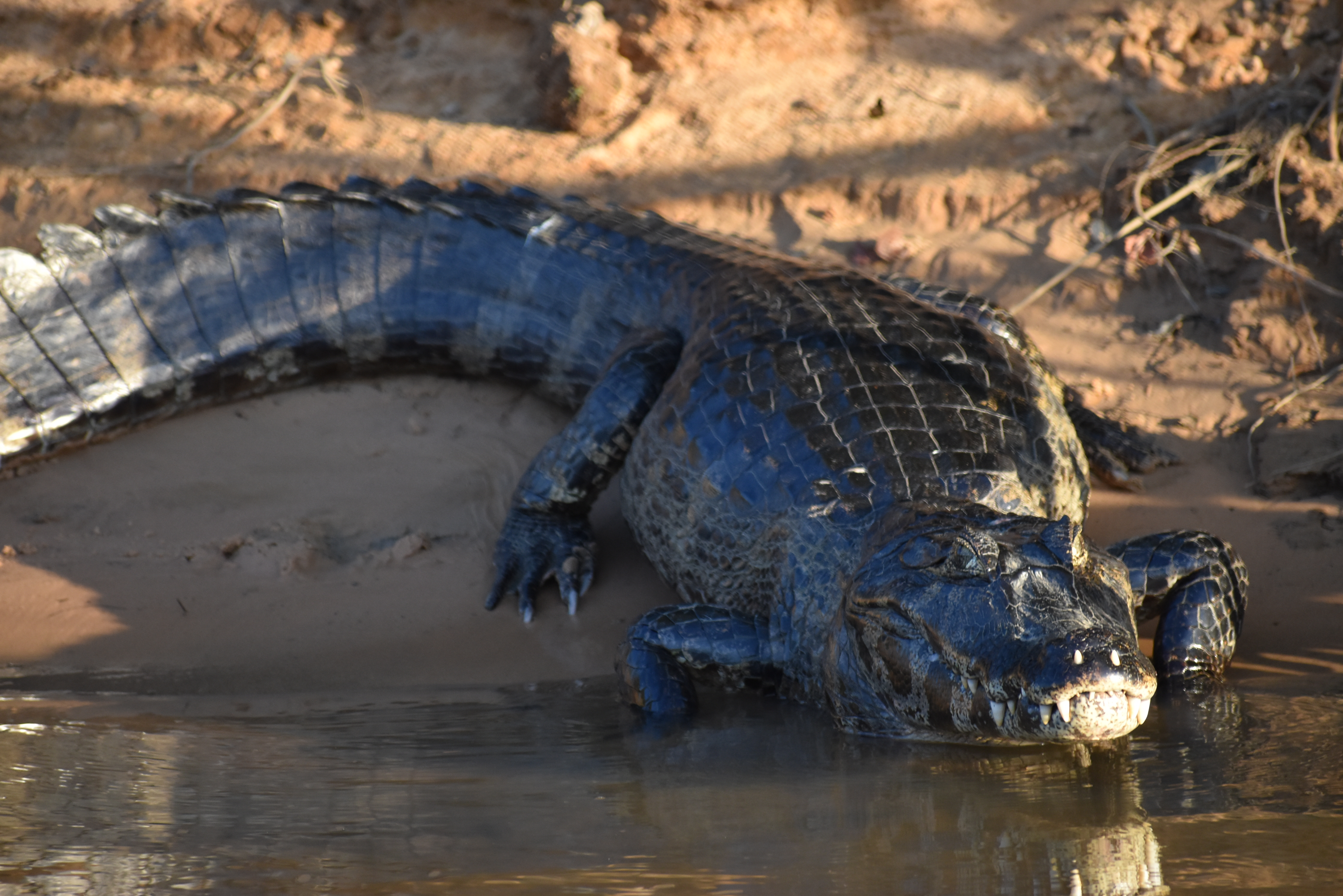
Crocodilos
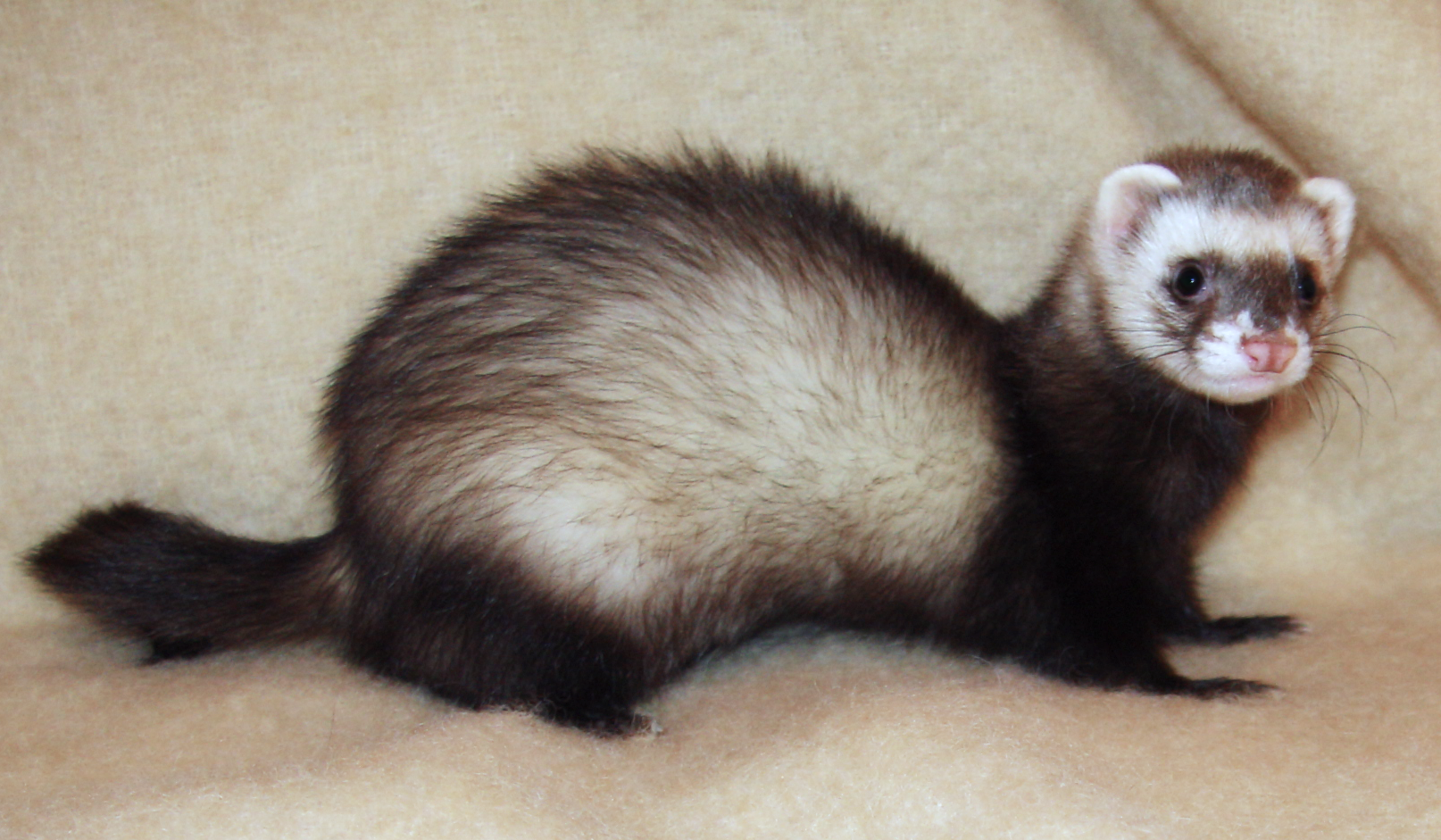
Furões
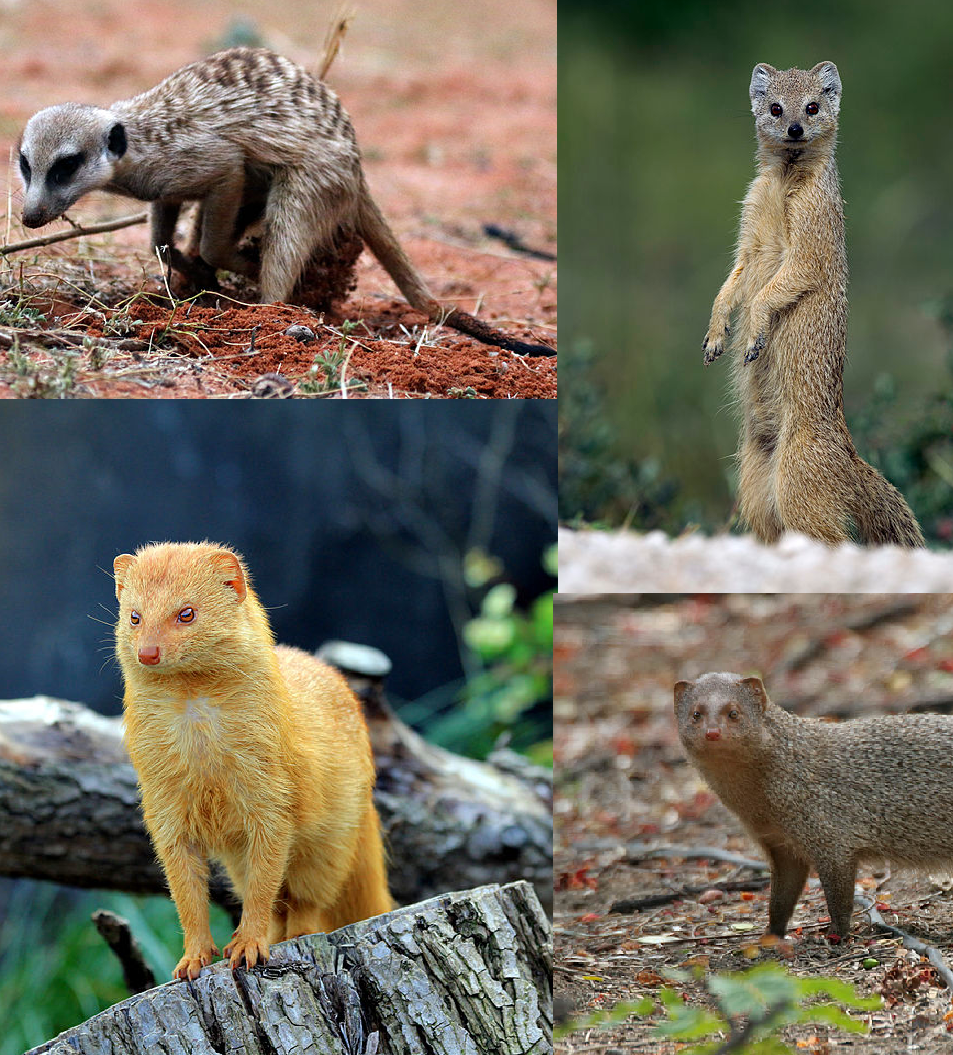
Mangustos
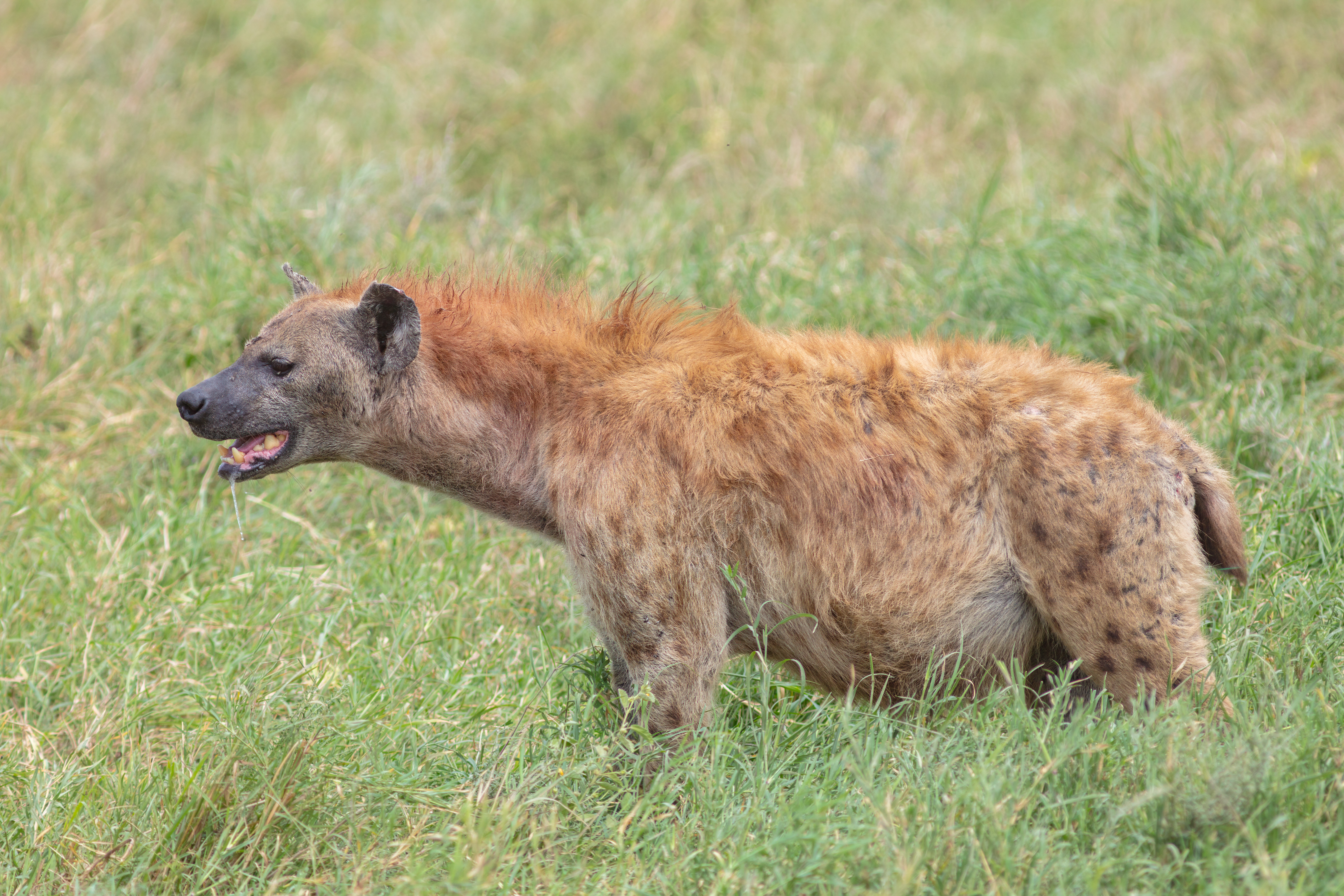
Hienas
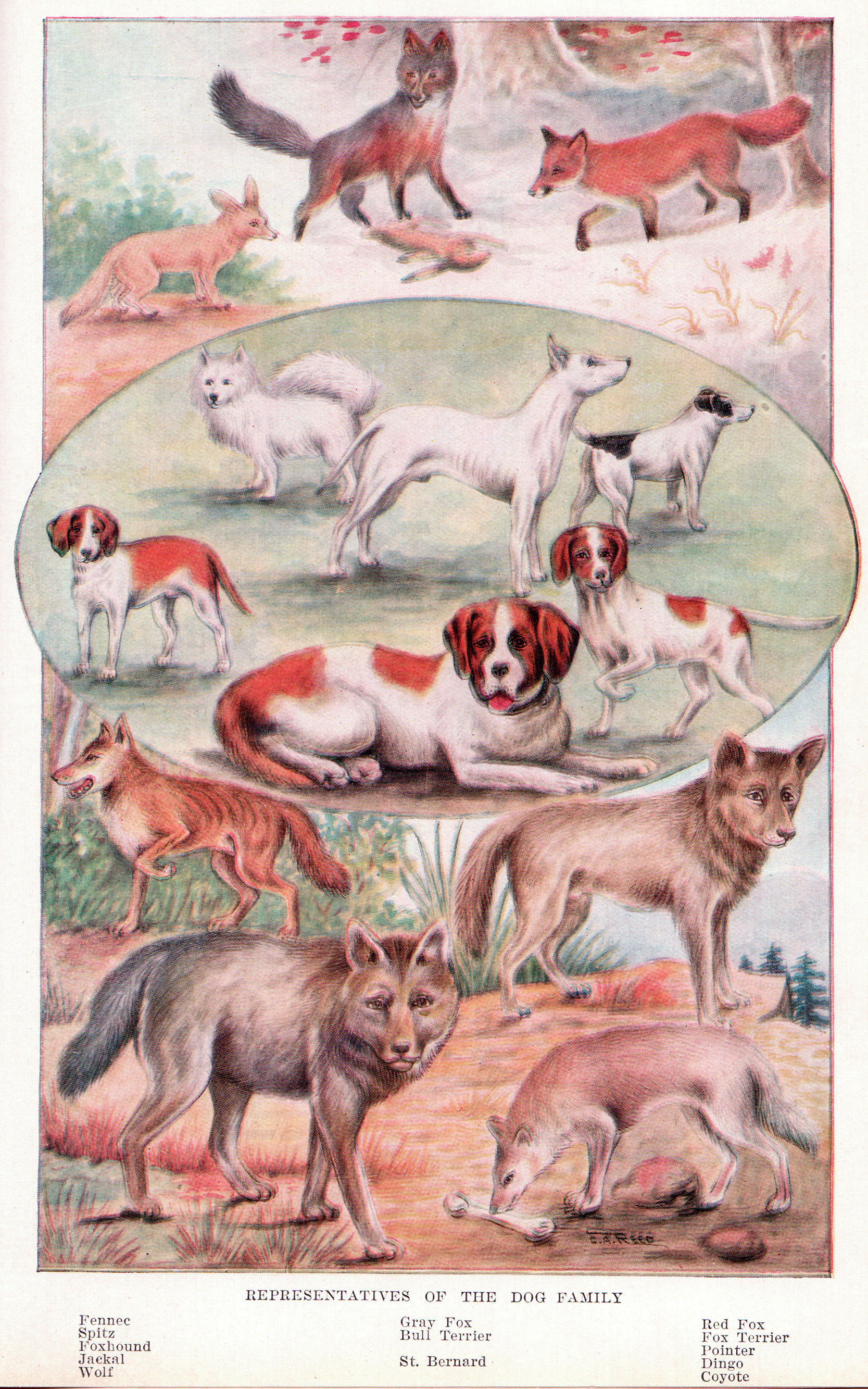
Cães
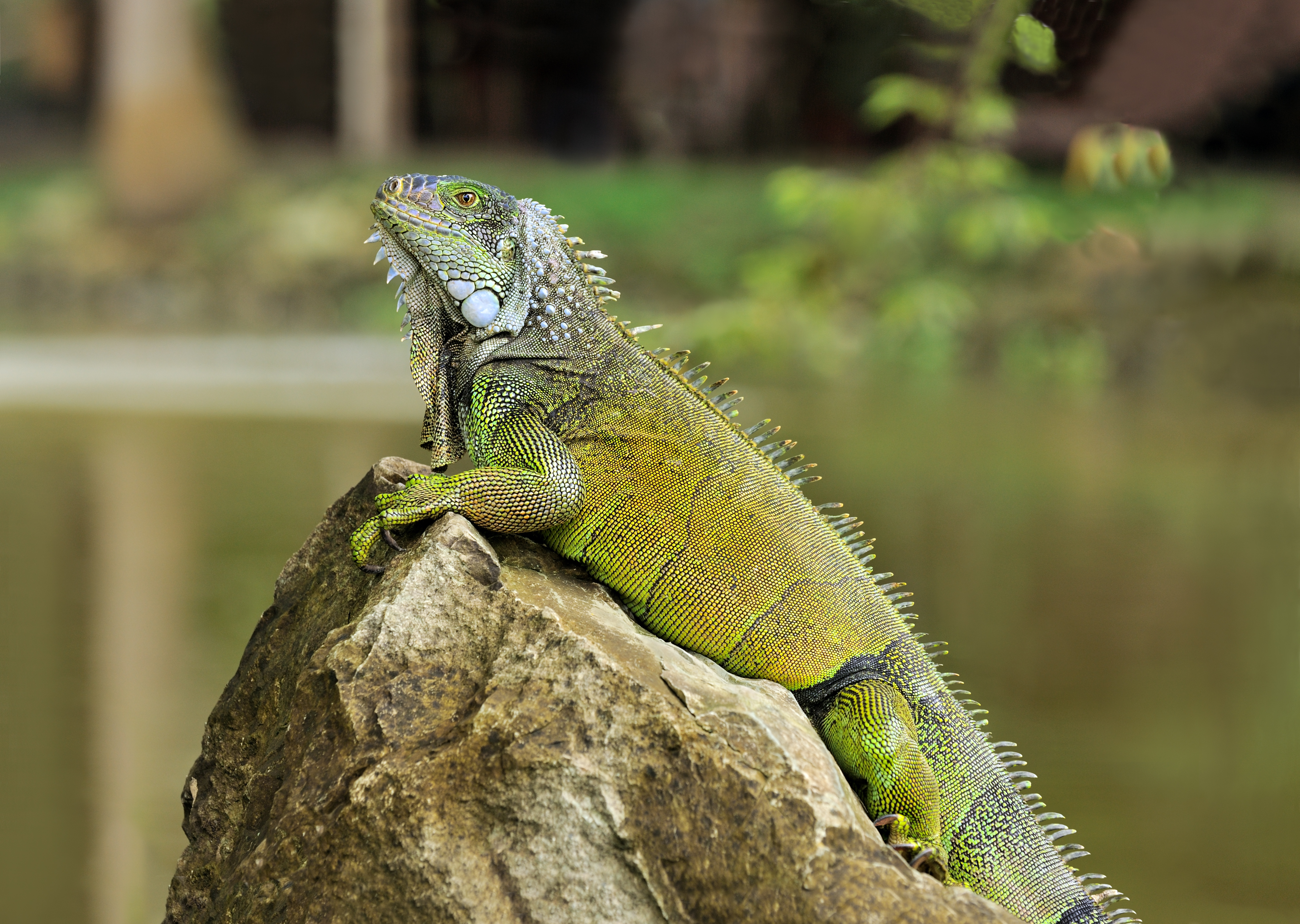
Iguanas
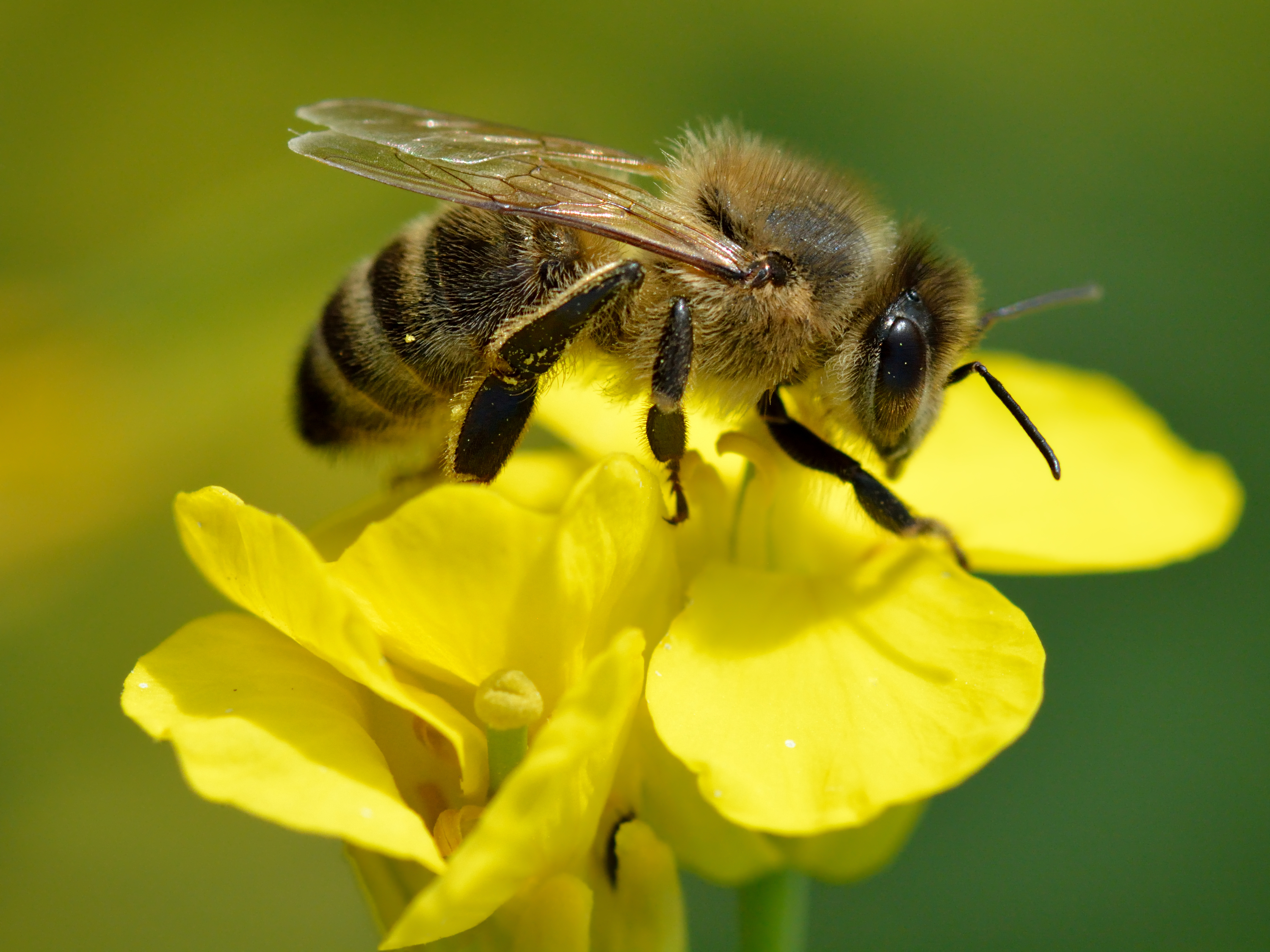
Abelhas
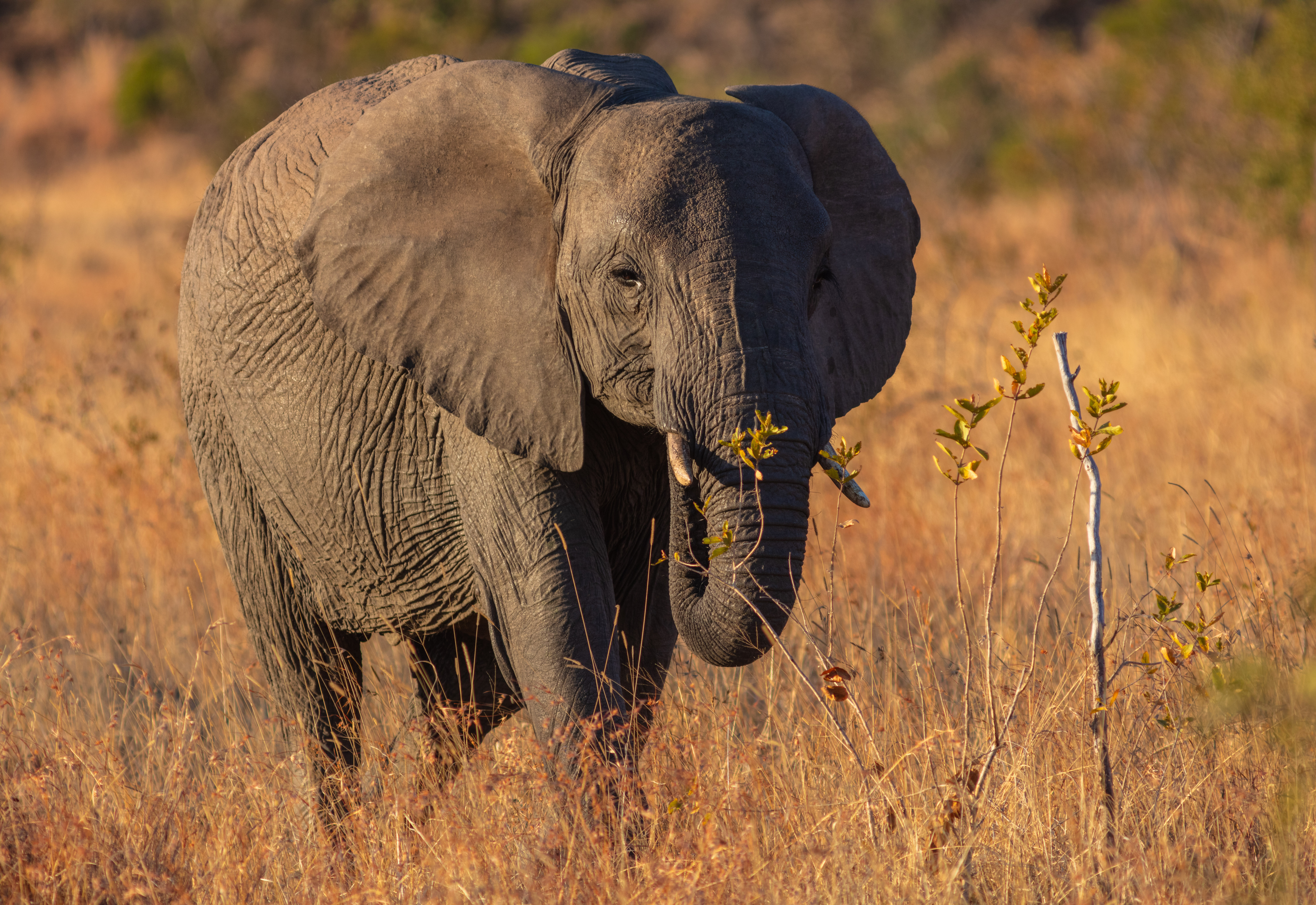
Elefantes